# كين هيمينغس
كين هيمينغس (بالإنجليزية: Kane Hemmings)‏ (8 أبريل 1992 في المملكة المتحدة - ) هو لاعب كرة قدم بريطاني في مركز الهجوم. لعب مع نادي بارنسلي ونادي رينجرز ونادي تاموورث ونادي دندي ونادي كاودينبيث لكرة القدم.

## وصلات خارجية
- كين هيمينغس على موقع قاعدة بيانات كرة القدم.إي يو (الإنجليزية)
- كين هيمينغس على موقع Soccerbase.com (لاعب) (الإنجليزية)
- كين هيمينغس على موقع Soccerway.com (الإنجليزية)